# Angelo Clareno

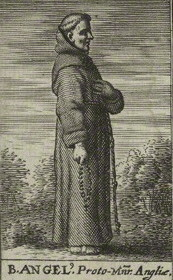
Angelo Clareno

Angelo Clareno, noto anche come fra' Angelo da Cingoli, o Angelo da Fossombrone, al secolo Pietro (Chiarino, 1255 circa – Marsicovetere, 15 giugno 1337), è stato un religioso italiano, frate dell'Ordine dei Francescani, che aderì alla corrente degli spirituali diventandone l'esponente di spicco e successivamente fondatore dell'ordine dei Fraticelli.

## Biografia
Nel 1274 entrò nell'ordine dei francescani di Cingoli (o di Fossombrone) e presto aderì alle idee del mistico calabrese Gioacchino da Fiore e alla corrente spirituale dell'Ordine, considerata dalle autorità ecclesiastiche un'eresia. Per questo motivo fu condannato al carcere a vita nel 1280. Liberato per intervento del ministro generale dell'Ordine Raimondo Gaufridi verso il 1289, fu inviato insieme a Tommaso da Tolentino, Marco da Montelupone, Pietro da Macerata ed Angelo da Tolentino in Armenia, da dove tornò in Italia nel 1294 con l'elezione al pontificato di Celestino V. Gli spirituali ripresero ad essere perseguitati dal successivo pontefice Bonifacio VIII e nel 1299 Angelo si rifugiò per alcuni anni in Grecia. In Grecia acquisì una discreta conoscenza del greco e si dedicò alla traduzione in latino di varie opere patristiche come La scala del Paradiso di Giovanni Climaco. Rientrò nel 1305, alla scomparsa di papa Bonifacio, e divenne il capo degli spirituali delle Marche e dell'Umbria: i suoi seguaci furono successivamente denominati clareni in onore del loro capo.
Nel 1311 fu convocato ad Avignone, dove fu processato e scagionato da papa Clemente V; ma in seguito, avendo ottenuto un gran seguito di popolo anche per aver incitato alla ribellione gli spirituali di Narbona durante una cerimonia in memoria di Pietro di Giovanni Olivi, nel 1317 venne scomunicato da papa Giovanni XXII, il grande nemico degli spirituali che lo consideravano la perfetta impersonificazione dell'Anticristo.
Protetto dal cardinale Giacomo Colonna, alla morte di questi, nel 1318, dovette fuggire a Subiaco, dove fondò l'ordine dei Fraticelli (o Fratelli della vita povera) organizzato come un ordine francescano indipendente e contestò la legittimità dell'autorità papale. Per sfuggire all'Inquisizione si ritirò infine a Marsicovetere, in Basilicata, presso il convento di Santa Maria di Loreto, dove attirò tantissimi fedeli del luogo, avendo prodotto un'effervescenza religiosa basata su una spiritualità che predicava la povertà degli ecclesiastici e il rinnovamento della vita in attesa dell'Apocalisse. Qui Angelo Clareno spirò il 15 giugno 1337 e la sua tomba divenne meta di frequenti pellegrinaggi. Clareno fu venerato dai suoi seguaci che lo consideravano beato e crearono, ispirandosi al suo insegnamento, la Congregazione dei Clareni, riconosciuta dalla Chiesa e unita definitivamente ai francescani osservanti da Pio V con la bolla Beatus Christus salvatoris del 23 gennaio 1568.

## Opere
- Liber chronicarum sive tribulationum ordini Minorum
- Expositio super regulam fratrum minorum
- Apologia ad Alvarum Pelagium
- Epistole – edizione  Epistole, Roma, nella sede dell'Istituto, 1980. URL consultato il 30 aprile 2015.
- Miracula beati Angeli, raccolta postuma di scritti degli ultimi anni della sua vita in Basilicata.

### Traduzioni
- La scala del Paradiso di Giovanni Climaco.